# Temistogenes
Temistogenes z Syrakuz (Θεμιστογένης ὁ Συρακούσιος) – rzekomy grecki pisarz i historyk, żyjący jakoby na przełomie V i IV w. p.n.e. W swojej pracy miał opisać losy wyprawy Cyrusa i marszu Dziesięciu Tysięcy. Dzieło to, o ile w ogóle istniało, bardzo szybko zaginęło – w literaturze starożytnej okresu klasycznego postać Temistogenesa i jego praca poświadczone są bowiem wyłącznie przez Ksenofonta z Aten w Historii greckiej (III 1.2): 
W jaki sposób Kyros zebrał swe wojsko i z nim wyruszył na brata, jak dokonała się bitwa i on sam w niej zginął i jak potem Grecy dążąc do morza uratowali się, wszystko to opisał Temistogenes z Syrakuz (przeł. W. Klinger).